# Francis Wood
Frank John „Francis“ Wood (* 17. August 1924 in Manchester; † 1976 in Bury) war ein englischer Fußballspieler.

## Karriere
Wood spielte im Amateurfußball Manchesters für Hulme, bevor er im Oktober 1948 vom nahegelegenen Profiklub FC Bury verpflichtet wurde. Seine einzigen Pflichtspielauftritte für die erste Mannschaft des Zweitligisten hatte er knapp drei Jahre später. Im April 1951, der Klub kämpfte gegen Abstieg, kam Wood als Ersatz für Les Hart auf der Mittelläuferposition bei einem 3:1-Erfolg über die Doncaster Rovers zum Einsatz. Wenige Tage später stand er auch beim 2:0-Halbfinalerfolg im Lancashire Senior Cup über den FC Burnley in der Mannschaft. Wood blieb noch eine weitere Saison bei Bury, im Sommer 1952 wurde er vereinsseitig nicht verlängert.
Ein Probetraining bei Shrewsbury Town blieb ergebnislos, Anfang 1953 erhielt er beim Drittligisten Exeter City von Trainer Norman Kirkman ein einmonatiges Probetraining angeboten. Die Football-League-Registrierung lag immer noch bei Bury und bei seinem Abgang war eine Ablöse von 3000 £ festgelegt worden, Exeter erhielt Wood allerdings wohl ablösefrei. Wood kam in einem Testspiel Anfang Januar gegen Torquay United zum Einsatz und wurde letztlich bis Saisonende weiterpflichtet. Er kam an acht der letzten zwölf Spieltage als Mittelläufer anstelle von Ray Goddard zum Einsatz, die Läuferreihe bildete er dabei mit Sam Booth oder Peter Fallon und Fred Davey. Die Bilanz war dabei ausgeglichen, vier Siegen standen vier Niederlagen gegenüber. Exeter verzichtete über das Saisonende hinaus auf eine Weiterverpflichtung von Wood. In der Folge soll er noch beim AFC Rochdale gewesen sein, Einsätze sind hier allerdings nicht verzeichnet.